# DB Regio Bus Mitte
DB Regio Bus Mitte ist seit 2019 ein Verkehrsunternehmen mit Sitz in Mainz als Tochtergesellschaft der DB Regio AG innerhalb des Deutsche-Bahn-Konzerns. Es betreibt Buslinien im Regionalbusverkehr in Hessen, Rheinland-Pfalz und im Saarland. In Alzey, Worms, Homburg und Kusel betreibt die DB Regio Bus Mitte ebenso den Stadtbusverkehr.

## Geschichte
Das Unternehmen entstand zunächst unter dem Namen DB Regio Bus Südwest aus dem Zusammenschluss der Saar-Pfalz-Bus mit dem rheinland-pfälzischen Teil der Busverkehr Rhein-Neckar. Wenig später wurden auch die Verkehre der DB Busverkehr Hessen eingegliedert und das Unternehmen auf seinen heutigen Namen umbenannt. Im Jahr 2023 wurde die ORN Omnibusverkehr Rhein-Nahe auf die DB Regio Bus Mitte verschmolzen, wodurch auch deren Verkehre zum Teil übernommen wurden.

## Liniennetz
Die von der DB Regio Bus Mitte bedienten Buslinien liegen in Nordhessen, der Wetterau, der Stadt Frankfurt, Südhessen, dem Rheingau, Rheinhessen, der Westpfalz einschließlich Saarpfalz, der Vorder- und Südpfalz, Eifel- und Mosel-Maare, sowie dem Aartal. Die DB Regio Bus Mitte betreibt außerdem den Stadt- und Regionalbusverkehr in den Städten Alzey, Worms, Homburg und Kusel. Ebenso ist das Unternehmen auch als Subunternehmer der Mainzer Mobilität, der ESWE Verkehrsgesellschaft, der KRN Kommunalverkehr Rhein-Nahe und der WW-Mobility  tätig.
Im Rheingau-Taunus-Kreis bedient die DB Regio Bus Mitte folgende Linien:
| Linie | Verlauf |
| ----- | --- |
| 171   | Wiesbaden – Schierstein – Walluf – Eltville – Erbach – Hattenheim – Oestrich-Winkel – Geisenheim – Rüdesheim am Rhein |
| 223   | Idstein – Esch – Heftrich – Kröftel – Niederrod – Oberrod – Oberems – Glashütten – Königstein                         |
| 226   | Wallrabenstein – Wörsdorf – Idstein – Heftrich – Bermbach – Esch                                                      |
| 229   | Breithardt – Strinz-Margarethä – Hennethal – Strinz-Tr. – Limbach – Wallbach – Görsroth – Kesselbach (– Idstein)      |
| 231   | Idstein – Glashütten – Waldems – Weilrod                                                                              |
| 234   | Kröftel – Niederrod – Heftrich – Bermbach – Idstein – Wörsdorf – Wallrabenstein                                       |
| 245   | Rückershausen – Michelbach – Breithardt – Steckenroth – Hahn – Wiesbaden                                              |
| 247   | Breithardt – Strinz-Margarethä – Hennethal – Panrod – Daisbach – Kettenbach – Michelbach                              |
| 248   | Kettenbach – Michelbach – Holzhausen – Breithardt – Burg Hohenstein                                                   |
| 262   | Wiesbaden – Nordenstadt – Wallau – Marxheim – Hofheim                                                                 |
| 265   | (Geisenheim –) Eltville – Bad Schwalbach – Bleidenstadt – Hahn – Wehen – Neuhof – Eschenhahn – Idstein                |
| 272   | Bad Schwalbach – Taunus Wunderland – Seitzenhahn – Bleidenstadt – Hahn – Wiesbaden                                    |
| 273   | Bad Schwalbach – Taunus Wunderland – Bleidenstadt – Hahn – Wehen – Wiesbaden                                          |
| 274   | Bad Schwalbach – Bleidenstadt – Hahn – Wiesbaden                                                                      |
| X26   | Wiesbaden – Diedenbergen – Hofheim – Königstein – Oberursel – Bad Homburg                                             |

## Tochterunternehmen
Zu DB Regio Bus Mitte gehören die selbstständigen Tochterunternehmen DB Regio Bus Rhein-Mosel und Rhein-Mosel Verkehrsgesellschaft.